# Neodermata
Neodermata je podkmen, do něhož se řadí prakticky všichni ploštěnci (Platyhelminthes) vyjma ploštěnek (Turbellaria). Mezi Neodermata tedy patří motolice (Trematoda), jednorodí (Monogenea) a tasemnice (Cestoda). Název plyne ze skutečnosti, že při změně první larvy na další stádium dochází k výměně povrchu pokožky (obvykle má první larva obrvený povrch, ale následující parazitické stadium má již pokožkou utvářenou jako syncytiální neodermis). Neodermata jsou významní parazité.